# Edaphosaurus
Едафозавр (Edaphosaurus) — рід синапсидів з родини едафозаврових. Існував у ранньому пермі.
Рід був описаний Едвардом Копом в 1882 році на основі деформованого черепа з ранньої перми Техасу. Відомо 6 видів.

## Види
| Вид                        | Описаний               | Місце проживання | статус   | Синоніми | Малюнок |
| -------------------------- | ---------------------- | ---------------- | -------- | -------- | ------- |
| Edaphosaurus boanerges     | Romer & Price, 1940    | Texac            | Валідний |          |         |
| Edaphosaurus colohistion   | Berman, 1979           | Вест-Вірджинія   | Валідний |          |         |
| Edaphosaurus cruciger      | Cope, 1878             | Texac і Оклахома | Валідний |          |         |
| Edaphosaurus microdus      | Cope, 1884             | Texac            | Валідний |          |         |
| Edaphosaurus novomexicanus | Williston & Case, 1913 | Нью-Мексико      | Валідний |          |         |
| Edaphosaurus pogonias      | Cope, 1882             | Texac            | Валідний |          |         |
| Edaphosaurus raymondi      | Case, 1908             | Texac            | Валідний |          |         |

| Цератопс | Це незавершена стаття з палеонтології. Ви можете допомогти проєкту, виправивши або дописавши її. |